# Pietro Pella
Pietro Pella (1894 – San Francisco, 13 settembre 1950) è stato un calciatore italiano, di ruolo centrocampista.

## Carriera
Cresciuto nel Genoa, club con il quale esordì il 14 dicembre 1913 nel pareggio esterno per uno ad uno contro il Savona. Nella sua prima stagione con il Grifone ottenne il secondo posto nella classifica finale dietro il Casale.
La stagione seguente vinse il suo unico scudetto, benché gli venisse assegnato solo al termine del primo conflitto mondiale che aveva causato l'interruzione del campionato.
Rimase con i Rossoblù sino al suo ritiro dall'attività agonistica, avvenuto al termine della Prima Categoria 1919-1920, conclusasi per i genovesi con il terzo posto ed ultimo posto nella classifica finale.

## Palmarès

### Club

#### Competizioni nazionali
- Campionato italiano: 1

Genoa: 1914-1915